# Бехтерщина
Бехте́рщина — село у Великобагачанській селищній громаді Миргородського району Полтавської області. Населення станом на 2001 рік становило 297 осіб. Колишній орган місцевого самоврядування — Широкодолинська сільська рада.

## Географія
Село Бехтерщина знаходиться на відстані 1 км від сіл Широка Долина та Кротівщина. По селу протікає пересихаючий струмок із загатою.
Віддаль до центру громади — 21 км. Найближча залізнична станція Миргород — за 21 км.

## Історія
Село Бехтерщина виникло в другій половині XIX ст. як група хуторів Багачанської волості Миргородського повіту Полтавської губернії.
На карті 1869 року поселення було позначене як Бехтерські хутори.
Назва хутора походить від прізвища першого поселенця — Бехтера.
За переписом 1900 року на хуторі Бехтерщина Багачанської волості Миргородського повіту Полтавської губернії разом з іншими хуторами (Миколаївка, Бехтерщина, Розсошин, Писаренків, Якимова, Бочкарів, Кобликів, Дубкова, Лукаші) була Миколаївська козацька громада, що об'єднувала 558 дворів, 3876 жителів, було дві школи — земська і грамоти.
У 1912 році у хуторі Бехтерщина було 723 жителя, діяла школа грамоти.
У січні 1918 року в селі розпочалась радянська окупація.
За переписом 1926 року село входило до Великобагачанського району Лубенської округи. По Широкодолинській сільській раді, якій було підпорядковано 13 хуторів, налічувалось 328 дворів, 1710 жителів.
У 1932–1933 роках внаслідок Голодомору, проведеного радянським урядом, у селі загинуло 56 мешканців, у тому числі встановлено імена 6 загиблих.
З 15 вересня 1941 по 22 вересня 1943 року Бехтерщина була окупована німецько-фашистськими військами.
Станом на 1 вересня 1946 року село було центром Бехтерщинської сільської ради Великобагачанського району Полтавської області.
У 1984 році в селі було встановлено пам'ятник на братській могилі учасників встановлення радянської влади.

## Політика

### Парламентські вибори, 2019
На позачергових парламентських виборах 2019 року у селі функціонувала окрема виборча дільниця № 530033, розташована у приміщенні клубу.
Результати
- зареєстровано 118 виборців, явка 86,44%, найбільше голосів віддано за Слугу народу — 46,08%, за Радикальну партію Олега Ляшка — 16,67%, за Всеукраїнське об'єднання «Батьківщина» — 14,71%.[2] В одномандатному окрузі найбільше голосів отримав Ігор Лінчевський (самовисування) — 58,82%, за Анастасію Ляшенко (Слуга народу) — 13,73%, за Олексія Баганця (Всеукраїнське об'єднання «Батьківщина») — 5,88%[3].

## Пам'ятки історії
- Пам'ятник воїнам-односельцям, які полягли під час Німецько-радянської війни
- Братська могила учасників встановлення радянської влади